# Musa Doudaïev
Pour les articles homonymes, voir Doudaïev.
Musa Abdievich Doudaïev (en russe : Муса́ Абди́евич Дуда́ев), né le 16 février 1938 à Elistanji (district de Vedeno (en), République socialiste soviétique autonome de Tchétchénie-Ingouchie) et mort le 6 août 2014 à Grozny (République de Tchétchénie), est un acteur tchétchène, membre du Théâtre dramatique tchétchène.

## Biographie
Musa Doudaïev est le septième et dernier enfant de la famille. Son père, Abdi Doudaïev, l'un des fondateurs de la littérature moderne tchétchène, est arrêté et accusé de nationalisme et d'activités antisoviétiques en octobre 1937, et exécutée le 24 décembre 1937. Il sera réhabilité en 1958.
Il est diplômé de l'Institut d'État de théâtre, musique et cinématographie de Leningrad en 1962.
Doudaïev joue au théâtre de Grozny où il tient notamment le rôle principal dans les pièces Richard III et Le Roi Lear de Shakespeare. Depuis 1968, il joue aussi au cinéma. Son premier rôle important est dans le film culte Le Soleil blanc du désert. Il a joué dans un total de 26 films dans divers studios de l'ex-URSS.

## Filmographie
- 1970 : Le Soleil blanc du désert (Beloe solntse pustyni) de Vladimir Motyl : Rakhimov, commandant de l'Armée rouge
- 1975 : Goryanka : Abas
- 1983 : Trou de loup (Волчья яма) de Bolotbek Chamchiev : épisode
- 1983 : O strannostyakh lyubvi
- 1986 : Pod znakom odnorogoy korovy
- 1991 : Rasstanemsya - poka khoroshie